# 梅岡比俊
梅岡 比俊（うめおか ひとし、1973年 - ）は日本の医師。

## 概要
兵庫県芦屋市生まれ。奈良県立医科大学卒業後、勤務医を経て2008年兵庫県西宮市に梅岡耳鼻咽喉科クリニックを開設。 その後、耳鼻科4院、小児科2院、美容皮膚科1院、消化器内科2院を開院し、現在はグループで9院を運営。2023年に「クリニックマニュアルの達人－マニュアル作成がスタッフの成長を加速させる」（日本医療企画）を発刊。開業医が経営について学び合うコミュニティ『M.A.F』を立ち上げる。
- 医療法人社団梅華会　理事長
- 開業医コミュニティM.A.F　主宰
- 奈良県立医科大学　MBT特命講師

## 来歴
- 1973年 兵庫県芦屋市生まれ。
- 1992年 兵庫県立御影高等学校卒業 機械工学に興味をもち、国立大学の工学部を受験するが失敗。
- 1993年 奈良県立医科大学入学
- 1999年 奈良県立医科大学卒業 奈良県立医科大学耳鼻咽喉科臨床研修医 として勤務。
- 2001年 大分県野口病院耳鼻咽喉科医員として勤務
- 2002年 大阪府の市が丘厚生記念病院耳鼻咽喉科医員として勤務
- 2004年 北海道麻生病院耳鼻咽喉科医員として勤務。耳鼻咽喉科認定医を取得する。
- 2006年 北海道麻生病院耳鼻咽喉科医員
- 2007年 奈良県私立奈良病院耳鼻咽喉科科長
- 2008年 兵庫県西宮市に梅岡耳鼻咽喉科クリニックを開設
- 2011年 初の分院となる阪神西宮駅前院を開院。医療法人社団梅華会を設立。
- 2013年 JR芦屋駅前院を開院
- 2014年 武庫之荘駅前院を開院
- 2016年 グループ初の小児科院を神戸本山に開院
- 2017年 クリニック経営について学ぶ開業医コミュニティ（M.A.F）を主催する。
- 2018年  武庫之荘駅前に小児科梅華会わくわくこどもクリニックを開設
- 2018年  東京都豊島区に梅華会グループとして初めてフランチャイズクリニック東長崎駅前内科クリニックを開設
- 2018年  阪神西宮駅直結のエビスタに小児科エビスタうめはなこどもクリニックを開設
- 2019年  企業主導型保育園 ３園開園
- 2021年  児童発達支援コペルプラス阪神西宮駅前教室を開校
- 2021年  コペルプラス武庫之荘駅前教室を開校
- 2022年  コペルプラス苦楽園教室を開校
- 2022年  西宮市の夙川グリーンプレイスにHADA LOUNGEクリニック夙川院開設
- 2022年  大阪府八尾市と沖縄県宮古島市にて農業開始
- 2023年  日本人の健康寿命延伸に寄与したいという想いから、予防未病コミュニティ『予防未病健康医師協会』を発足させる。
- 2023年  コペルプラス西宮北口駅前教室を開校
- 2024年  コペルプラス今津駅前教室を開校

## 著書
- 『グレートクリニックを創ろう！-ドラッカー理論を経営に活用する本-』（中外医学社）愛知県柊みみはなのどクリニック院長 内藤孝司との共著
- 『経営学を学んでいないドクターのためのクリニック成功マニュアル』（中外医学社）Amazonランキング病院管理部門で第一位
- 『クリニック開業ロケットスタート戦略-開院3年でその後の開業医人生が決まる-』（中外医学社）
- 『ドクターの“働き方改革”28メソッド: 開業医のための最強のタイムマネジメント』（医学通信社）
- 『12人の医院経営ケースファイル ‐私たちはどうやって経営トラブルを乗り越えて理想のクリニックを創ることができたか』（中外医学社）
- 『臨床経験豊富な100人の専門医が教える! 健康 医学 ~本当はカラダに良いこと 本当はカラダに悪いこと』（フローラル出版）
- 『クリニック人財育成”18”メソッド: 女性がイキイキ輝く職場の秘密 クリニックの質向上&組織パワーアップの方法論』（医学通信社）
- 『12人の医院経営ケースファイル II -理想のクリニックを創り上げた私たちがこれから開業するあなたに伝えておきたいこと』（中外医学社）
- 『キレやすい開業医が伝える クリニックアンガーマネジメント』（中外医学社）
- 『クリニックマニュアルの達人－マニュアル作成がスタッフの成長を加速させる』(日本医療企画)

## 監修
- 『借金なし・コンサルなし・多店舗展開 女医の非常識なクリニック経営』（中外医学社）玉城有紀（著）

## DVD
- 『バリのアニキにきいてみた～これからの医院経営を考える～』

## 所属学会
- 日本耳鼻咽喉科学会正会員
- 抗加齢医学
- サウナ学会